# Erich Naumann

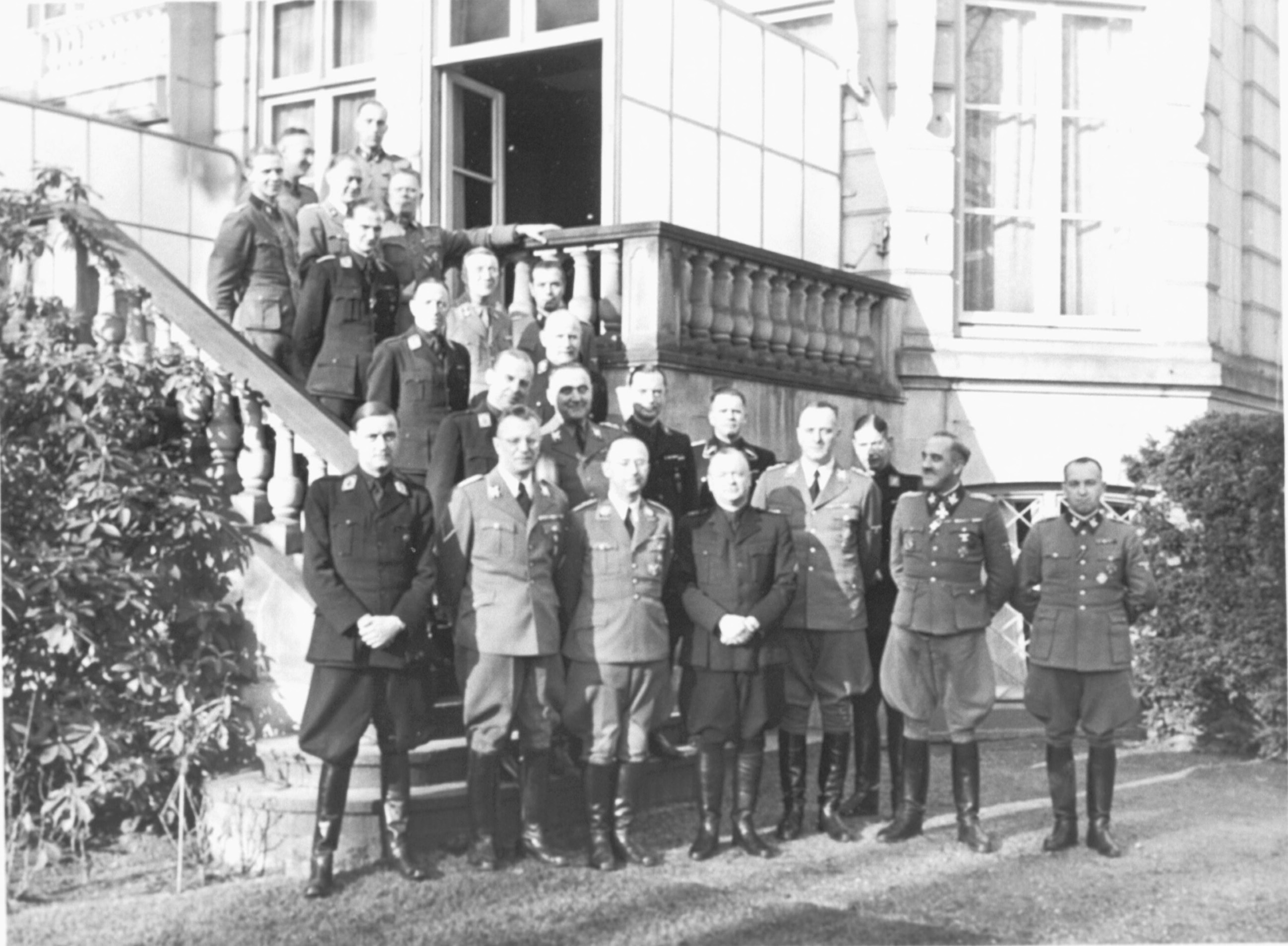
Naumann uiterst rechts bij bezoek van Himmler in Den Haag. (31 januari 1944).

Erich Naumann (Meissen, 29 april 1905 - Landsberg am Lech, 7 juni 1951) was een SS-Brigadeführer, lid van de Sicherheitsdienst, bevelhebber van Einsatzgruppe B en hoofd van de Duitse veiligheidsdienst in Nederland tijdens de Tweede Wereldoorlog. Hij werd in Neurenberg veroordeeld en in Landsberg opgehangen.

## Jeugd en carrière
Na zijn middelbareschooltijd kreeg Erich Naumann op zestienjarige leeftijd werk bij een handelsfirma in zijn geboortestad Meissen. Hij werd lid van de NSDAP in november 1929 (nr. 170257). In 1933 sloot Naumann zich aan bij de SA en werd toen een ambtenaar van de politie. Hij trad toe tot de Sicherheitsdienst in 1935. Hij was de commandant van Einsatzgruppe B vanaf november 1941 tot februari of maart 1943.
In rapporten die hij in november 1941 naar Adolf Eichmann zond, vermeldde hij dat hij verantwoordelijk was voor de dood van 17.256 mensen in Smolensk. Onder zijn bevel, zo gaf hij toe, was zijn Einsatzgruppe in het bezit van drie gaswagens, die werden gebruikt om "mensen uit te roeien".
Van september 1943 tot juni 1944 diende Naumann in bezet Nederland, als hoofd (Befehlshaber) van de Sicherheitspolizei und SD.
In 1945 was Naumann in Berlijn tijdens de Slag om Berlijn.

## Neurenberg
Na zijn arrestatie door de geallieerden stond Naumann terecht in Neurenberg. Tijdens zijn verhoren verklaarde hij herhaaldelijk dat hij zijn acties ten tijde van zijn bevelhebberschap van Einsatzgruppe B niet als fout beschouwde. Op de vraag of hij iets moreel verkeerds zag in de orders die hij van de Führer had gehad, antwoordde hij: "Om onze doelen te bereiken tijdens de oorlog waren deze orders noodzakelijk en juist".
Anderzijds heeft de procureur-generaal baron von Trull beweerd, dat de Brigadeführer misdaden van de SD verhinderd zou hebben. Wat daarvan ook zij, Naumann werd in 1948 schuldig bevonden aan het plegen van oorlogsmisdaden en ter dood veroordeeld. Hij werd op 7 juni 1951 samen met andere nazi-misdadigers opgehangen in de gevangenis van Landsberg.

## Carrière
Naumann bekleedde verschillende rangen in zowel de Allgemeine-SS als Waffen-SS. De volgende tabel laat zien dat de bevorderingen niet synchroon liepen.
| Datum                                      | Sturmabteilung         | Allgemeine-SS          | Politie                  | Waffen-SS                                                    |
| ------------------------------------------ | ---------------------- | ---------------------- | ------------------------ | ------------------------------------------------------------ |
| 1 februari 1930                            | SA-Mann                | —                      | —                        | —                                                            |
| 1 april 1930                               | SA-Scharführer         | —                      | —                        | —                                                            |
| 10 oktober 1930                            | SA-Truppführer         | —                      | —                        | —                                                            |
| 1 januari 1932                             | SA-Sturmbannführer     | —                      | —                        | —                                                            |
| 25 maart 1934                              | SA-Obersturmbannführer | —                      | —                        | —                                                            |
| 8 augustus 1934                            | AW-Obersturmbannführer | —                      | —                        | —                                                            |
| 3 juli 1935 (met ingang vanaf 1 juli 1935) | —                      | SS-Mann                | —                        | —                                                            |
| 1 juli 1935                                | —                      | SS-Sturmbannführer     | —                        | —                                                            |
| 20 april 1936                              | —                      | SS-Obersturmbannführer | —                        | —                                                            |
| 9 november 1936                            | —                      | SS-Standartenführer    | —                        | —                                                            |
| 20 april 1938                              | —                      | SS-Oberführer          | —                        | —                                                            |
| 8 mei 1940                                 | —                      | —                      | —                        | SS-Schütze der Reserve                                       |
| 1 augustus 1940                            | —                      | —                      | —                        | SS-Sturmmann der Reserve                                     |
| 20 augustus 1940                           | —                      | —                      | —                        | SS-Unterscharführer der Reserve                              |
| 1 september 1940                           | —                      | —                      | —                        | SS-Oberscharführer der Reserve en Führeranwärter der Reserve |
| 16 mei 1942                                | —                      | —                      | Oberst der Polizei       | —                                                            |
| 9 november 1942                            | —                      | SS-Brigadeführer       | Generalmajor der Polizei | —                                                            |

## Lidmaatschapsnummers
- NSDAP-nr.: 170 257[13] (lid geworden 1 november 1929[4])
- SS-nr.: 107 496[4][13] (lid geworden 3 juli 1935)

## Decoraties
Selectie:
- IJzeren Kruis 1939, 1e Klasse (1942[6][7]) en 2e Klasse[13](21 november 1940[6][7])
- Kruis voor Oorlogsverdienste, 1e Klasse en 2e Klasse met Zwaarden[6][13][7]
- Ehrendegen des Reichsführers-SS[13][7]
- SS-Ehrenring[13][7]
- Julleuchter der SS op 16 december 1935[6][7]
- Commandeur in de Orde van de Italiaanse Kroon[6][7]
- Dienstonderscheiding van de NSDAP in zilver[6][7]
- Medaille Winterschlacht im Osten 1941/42[6] in 1942[7]
- Sportinsigne van de SA in goud[6][12][7]
- Rijksinsigne voor Sport in brons[6][12]

## Afkortingen
- Inspekteur der Sicherheitzpolizei (IdS) = vrije vertaling: Inspecteur in de Veiligheidspolitie
- Kommandeur der Sicherheitzpolizei (KdS) = vrije vertaling: Commandant in de Veiligheidspolitie
- mit der Führung beauftragt (m.d.F.b.) = vrije vertaling: met het leiderschap belast

- Gemeinsame Normdatei: 12940716X
- Virtual International Authority File: 62627486